# Kaoru Kamiya
Kaoru Kamiya (神谷 薫?, Kamiya Kaoru) è un personaggio fittizio tratto dal manga e dall'anime di Nobuhiro Watsuki Kenshin samurai vagabondo.

## Storia
Kaoru compare fin dal primo capitolo di Kenshin, in cui si imbatte nel samurai vagabondo e lo affronta, credendolo l'usurpatore della propria scuola di kenjutsu. Kaoru impiega poco ad invaghirsi dello spadaccino e il loro rapporto migliorerà giorno dopo giorno, fino alla data delle nozze.

### Gli inizi e l'addio di Kenshin
Durante le avventure iniziali di Kenshin, Kaoru rimane per lo più una spettatrice. Entra in scena solamente con l'episodio di Jinne Udo, ma nel ruolo della donna rapita e da salvare. Durante lo scontro con Jinne, Kenshin tornava pian piano ad essere Battosai, cosicché Kaoru grazie alla propria forza di volontà riesce a spezzare il taglio del cuore di Cappello Nero, evitando così di far tornare Kenshin ad essere un assassino.
È solo durante la saga di Shishio che Kaoru si dimostra per quello che è, ossia una ragazza tenace e coraggiosa, sprezzante del pericolo ma allo stesso tempo protettiva. Dopo essere stata abbracciata e salutata da Kenshin, in partenza per Kyoto, Kaoru cadde in uno stato di depressione fortissimo, ma grazie all'aiuto di Yahiko e Megumi riesce a riprendersi e si convince a partire per Kyoto al fine di riabbracciare Kenshin. Giunti nella vecchia capitale giapponese, Kaoru e Yahiko si imbattono in Misao Makimachi e da quest'ultima vengono a sapere che Kenshin si sta allenando presso il proprio maestro, Seijūrō Hiko, e tutti e tre si recano lì. Quando si incontrano, Kenshin rivela a Kaoru di essere contento solo per metà, poiché d'altro canto è anche arrabbiato del fatto che Kaoru l'abbia raggiunto in una città pericolosa come Kyoto.

Quando Kenshin si reca al nascondiglio di Shishio, Kaoru è con Yahiko e gli altri a difendere Aoiya dall'attacco dei membri delle Dieci Spade; lei affronta Kamatari Honjo, un transessuale armato di falce. Lo scontro è dei più duri, ma alla fine Kaoru riesce a vincere sacrificando il proprio bokken.
Dopo che Kenshin, Sanosuke e Aoshi tornano vittoriosi dal palazzo di Shishio, Kaoru e gli altri fanno ritorno a Tokyo, rimanendo comunque in ottimi rapporti con quelli di Aoiya.

### Il Jinchu e la fine
Tornati da Kyoto, a casa Kamiya c'è un foglio con su scritto "Jinchu" e che mette Kenshin in una situazione di profondo sconforto. Kaoru lo convince a farsi spiegare il motivo del suo abbattimento e questi le racconta le proprie vicende passate, di sua moglie e del cognato che è ora giunto a cercare vendetta.
Dopo circa dieci giorni, Enishi Yukishiro attacca il gruppo di Kenshin e fa credere loro di aver ucciso Kaoru. In realtà il criminale la rapisce solamente, per portarla sulla propria isola al fine di far provare a Kenshin lo stesso dolore patito per la morte di Tomoe Yukishiro. Kaoru, nello stare a contatto con Enishi si identifica nella sorella e non riesce ad affrontarlo, nemmeno quando dorme ed è indifeso.

Alla fine Kenshin e i suoi giungono sulle rive dell'isola di Enishi, lì ha luogo lo scontro tra i due, che vede in un certo senso vincitore proprio Kenshin. Quest'ultimo però, propone ad Enishi di farsi uccidere per scontare così la propria esistenza di assassino, ma l'intervento di Kaoru (che Enishi per un attimo scambia per la sorella) salva il samurai che finalmente può tornare a casa con la sua amata.
Dopo cinque anni dallo scontro con Enishi, vediamo Kaoru e Kenshin felicemente sposati, col loro piccolo Kenji che gironzola per casa.

### Capitolo del Tempo (OAV)
La storia nell'OAV, tratta in parte da alcuni capitoli del manga, è ambientata durante e dopo gli eventi della serie (non tratti dal manga), e si concentra principalmente sugli ultimi anni di Kenshin e Kaoru.
Con lo scoppio della guerra sino-giapponese però, Kenshin è chiamato nuovamente a combattere. L'uomo sfortunatamente è affetto da lebbra e afferma di non poter più impugnare la sakabato, ma tuttavia intende proseguire la propria vita di redenzione aiutando i feriti in guerra. Kaoru sceglie dunque di compiere uno dei gesti più devoti che una moglie amorevole possa mai fare, condividere appieno le sofferenze e giacere un'ultima volta insieme lasciandosi contagiare spontaneamente dalla malattia.
Anni dopo la partenza di Kenshin, Kaoru è quotidianamente sotto le cure di Megumi e puntualmente ogni giorno si reca al porto per vedere se il proprio amato è tornato. Oltre alla lontananza del marito, Kaoru deve sopportare anche l'abbandono da parte del figlio, che decide di apprendere lo stile Mitsurugi Hiten che fu del padre. Quando Kenshin finalmente ritorna, Kaoru lo abbraccia e si accorge che la cicatrice a croce è completamente sparita dal suo volto a significare che l'uomo è morto senza più colpe.